# خودکشی در ادیان

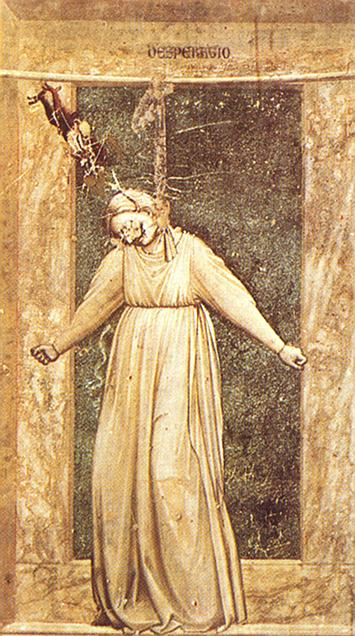
نقاشی‌ای اثر جوتو دی بوندونه. در این نقاشی فردی در حال خودکشی به تصویر کشیده شده‌ که خود را به دار آویخته است.

خودکشی در ادیان ابراهیمی (دین اسلام، دین مسیحیت و دین یهودیت) ، حرام و در ادیان هندی (آیین هندو، آیین جین و آیین بودا) بسیار نکوهش شده و نسبت به آن دیدگاهی منفی وجود دارد. بنابر باور این ادیان، خودکشی گناه کبیره و بزرگی است که سبب رنج، سختی و عذاب در دنیای بعدی می‌شود.
دیدگاه‌های مربوط به خودکشی، تحت‌تأثیر درون‌مایه‌های زیستیِ متنوعی نظیر مذهب، افتخار و معنای زندگی قرار دارند. ادیان ابراهیمی به‌طور سنتی خودکشی را وهن خداوند و گناه کبیره تلقی می‌کنند. دلیل این مسئله، اعتقاد به تقدّس زندگی در ادیان ابراهیمی است.
همچنین بر پایهٔ خداشناسی کلیسای کاتولیک، خودکشی از دید خرد، گناه به شمار می‌آید.
در یهودیت، خودکشی کاری مذموم و نهی شده است و به همین سبب جسد فردی که خودکشی کرده را بدون آن که برای آن مراسم ویژه‌ای اجرا شود، در آرامگاهی جدا از دیگر یهودیان دفن می‌کنند.
خودکشی در فرهنگ اسلامی نیز به معنای گذر از میل به‌ غایت کمال و سقوط به وادی حسرت، ناکامی و ابدی بودن در جهنم است. این امر از دیدگاه اسلام از گناهان کبیره شمرده می‌شود.

## ادیان ابراهیمی

### یهودیت
همان‌طور که گفته شد در یهودیت خودکشی امری مذموم است و جسد فردی که خودکشی کرده‌است را بی آن که برایش مراسم ختم ویژه‌ای اجرا شود در آرامگاهی جدا از سایر یهودیان دفن می‌کنند. در یهودیت از هر وسیله‌ای بهره گرفته می‌شود تا خودکشی مورد بخشش واقع شود، بنابراین یهودیان معتقدند فرد خودکش در آن‌ لحظه عقلش را از دست داده و نمی‌توانسته درست فکر کند، و از همین رو باید گناهش بخشیده شود، یا این‌که فرد پیش از خودکشی کردن، از کارش پشیمان شده اما در لحظه‌ای که دیر شده‌است.
گاهی خودکشی در هلاخا(قوانین یهودیت) مجوز دارد. به‌طور مثال، گرفتن جان خود به سبب رسیدن به خیری برتر همچون حفظ جان دیگری که از آن با عنوان ایثار جان یاد می‌شود، مانعی ندارد. بیش‌تر حاخام‌ها معتقدند که مجاز نیست مرگ فردی، از راه خودکشی کمکی یا هومرگ تسریع شود تا درد و رنج کم‌تری بکشد، اما تلمود در این رابطه به روشنی چیزی را بیان نکرده‌است. همچنین، کسی حق کمک‌کردن به فردی، برای خودکشی را ندارد؛ چراکه نقض قوانین سفر لاویان به حساب آمده و گناه بزرگی محسوب می‌شود.
با این حال خودکشی گروهی در این دین، تاریخی طولانی دارد و به دیگر گونه‌های خودکشی ترجیح داده می‌شود. طبق گفته‌های یک تاریخ‌نگار یهودی به نام یوسف فلاوی به تاریخ نخستین قرن گاه‌شماری دوران مشترک، هیرود بزرگ بنای ماسادا را در ۶ سال(۳۱ تا ۳۷ گ. م) برای خود ساخت تا در هنگام شورش به آن پناهنده شود. در سال ۶۶ قبل از میلاد مسیح و در آغاز نخستین جنگ یهودیان با رومی‌ها، گروهی از یهودیان به نام «سیکاری» گاریسون رومی را از فرمانروایی ماسادا به زیر کشیدند. پس از نابودی معبد دوم اورشلیم در سال ۷۰ ق. م، دیگر اعضای سیکاری به همراه خانواده‌های بی‌شماری از یهودیان به اورشلیم گریخته و در دژ بالای تپه آن ساکن شدند و از آن دژ به عنوان پایگاهی برای اذیت و آزار رومیان بهره بردند. اما آن‌ها که شمارشان به ۹۶۰ تن می‌رسید، چون نتوانستند رومیان را شکست دهند، برای آن‌که به دست آن‌ها اسیر نشوند، اقدام به خودکشی گروهی کردند. در هر خانواده، مرد، زن و فرزندان خود را کشت و سپس، همه مردان گرد هم آمدند و با قرعه‌کشی یکدیگر را می‌کشتند تا آخرین مرد که خود اقدام به خودکشی نمود.

### مسیحیت
بر پایه خداشناسی کلیسای کاتولیک، خودکشی از نظر عقلی گناه محسوب می‌شود و نقض یکی از ده فرمان است که می‌گوید: «کسی را مکشید». با این حال، بزرگی این گناه و شدت آن، بسته به شرایط ممکن است کم و زیاد باشد. در رساله توضیح‌المسائل کلیسای کاتولیک، پاراگراف ۲۲۸۳ آمده‌است:
ما نمی‌بایست از نجات ابدی روح کسی که جان خود را گرفته ناامید شویم. پروردگار آن‌گونه که خود می‌داند، می‌تواند این فرصت شفابخش را به فردی که از کرده‌اش پشیمان است بدهد. کلیسا برای خودکش‌ها دعا می‌کند.
همچنین، پاراگراف ۲۲۸۲ اشاره‌می‌کند که:
رنج جان کندن جسم، زجر ناشی از تحمل سختی‌ها، و نیز فشارها و شکنجه‌هایی که فرد به سبب گرفتن جان خود تحمل کرده در کاهش عذاب گناهی که مرتکب شده، تأثیر دارند و از آن کاسته می‌شود.
در گذشته، کلیسای کاتولیک برای افرادی که خودکشی می‌کنند مراسم تدفین کاتولیکی و عزاداری دسته‌جمعی اجرا نمی‌کرد. اما اکنون، کلیسای کاتولیک برای افرادی که دست به خودکشی می‌زنند مراسم تدفین کاتولیکی و عزاداری دسته جمعی برگزار می‌کند.
پروتستان‌های محافظه‌کار همچون مسیحیان انجیلی و باورمندان پنطیکاست، اینگونه نتیجه‌گیری کرده‌اند، که خودکشی در واقع گونه‌ای قتل عمد است که فرد علیه خود مرتکب می‌شود، بنابراین گناهش به همان میزان گناه فردی است که فرد دیگری را کشته‌است. دیدگاه دیگر، این است که کسی که به دنبال رستگاری از سوی عیسی مسیح است، می‌بایست پیش از مرگش به رستگاری و نجات برسد. بیش‌تر پروتستان‌ها بدین باورند و از همین روی، معتقدند که فردی که خودکشی می‌کند، از آن‌جا که نمی‌تواند در دنیا به رستگاری برسد، بنابراین با مرگش این فرصت را از خود سلب کرده‌است؛ بنابراین گناه خودکشی نه به سبب خود این عمل، که به سبب امتناع از پذیرش فرصت نجات، صورت گرفته‌است.
کلیسای ارتدکس شرقی بر این باور است که خودکشی یعنی امتناع از پذیرش هدیه خداوند که همانا جسم و زندگی این دنیایی است؛ بنابراین، این عمل ناشی از ناامیدی و نقض‌کننده فرمان ششم از ده فرمان، یعنی «کسی را نکشید»، بوده و در نتیجه، گناه محسوب می‌شود. این کلیسا همچنین، مراسم تدفین مسیحی را برای خودکش‌ها به انجام نمی‌رساند، با این حال، گاهی در برخی موارد چنان‌چه کشیش از فرد خودکش شناخت داشته باشد و اطلاعاتش را با اسقف در میان گذارد، ممکن است اجازه برگزاری مراسم تدفین مسیحی برای فرد خودکش توسط اسقف صادر شود. در آموزه‌های کلمنت اسکندریه، لاکتانتیوس، آگوستین و دیگران، خودکشی تقبیح شده‌است. اما کسانی که به سبب مبتلا بودن به گونه‌ای بیماری روانی، خودکشی کرده‌اند، یا به سبب درگیر شدن در برخی موقعیت‌های استرس‌زای شدید، دست به این عمل زده‌اند، کلیسای ارتودکس در این موارد احساس هم‌دردی خود را بیان می‌دارد.
دیگر مذاهب مسیحیت، خودکشی را گناه در نظر نمی‌گیرند. حتی اگر خودکشی مذموم هم شمرده شود، کارهایی همچون انگیزه فرد، شخصیت او و دیگر کارها می‌بایست مدنظر قرار بگیرند. برخی پیروان کلیسای نو این‌گونه می‌اندیشند. در کلیسای عیسی مسیح قدیسان آخرالزمان، خودکشی عموماً عملی اشتباه در نظر گرفته می‌شود. با این حال، ممکن است بر پایه شرایط فرد خودکش به سبب ارتکاب این گناه مقصر یا گناهکار قلمداد نشود.
در سنت‌های کهن مسیحی، انگیزه‌های خودکشی متفاوت بوده‌اند. در میان شهدای انطاکیه، سه زن وجود داشتند که برای پیش‌گیری از مورد تجاوز واقع شدن، دست به خودکشی زدند. با وجود آن‌که ویلیام فیپس این نمونه را به عنوان نمونه ای از خودکشی پیروزمندانه قلمداد می‌کند؛ آگوستین معتقد بود که: «با وجود آن‌که عمل آن سه زن در نظر خدا درست و شایسته بوده‌است، اما آن زنان نمی‌بایست تصور می‌کردند که پاک‌دامنی آن‌ها، با تجاوز از بین می‌رود». (در نظر آگوستین پاک‌دامنی امری انتزاعی و ذهنی است). در دوره‌ای که یهودیان، مسیحیان را تحت تعقیب و کشتار قرار می‌دادند، بسیاری از مسیحیان دست به خودکشی می‌زدند. خودکشی مسیحیان بدین روش چنان زیاد شد که یهودیان برگزاری مراسم عزاداری عمومی را برای کسانی که خودکشی می‌کردند، ممنوع کردند و اجازه تدفین آن‌ها در گورستان‌های مقدس را نمی‌دادند تا بتوانند جلو این پدیده را که داشت به شدت همه‌گیر می‌شد، بگیرند.
به‌علاوه این گفته که: «اگر به بهشت وارد شوم، خدا آن‌جا خواهد بود: اگر رخت‌خوابم را در عالم ارواح بگسترانم، باز خدا آنجا خواهد بود.» به این عقیده اشاره می‌کند که مردم لزوماً به دوزخ نمی‌روند، اگر فقط مرتکب خودکشی شده باشند.

### اسلام
در اسلام و دیگر دین‌های ابراهیمی خودکشی گناه کبیره محسوب می‌شود، که با ارتکاب آن روح فرد در دنیای دیگر به جهنم می‌رود و عذاب می‌بیند. اسلام به‌طور سنتی خودکشی را وهن خداوند و گناه کبیره تلقی می‌کند که دلیل این مسئله، اعتقاد به مالکیت مطلق خدا بر نفس انسان و تقدس حیات است. خودکشی در فرهنگ اسلامی به معنای عقب‌نشینی از نیل به‌غایت کمال و سقوط به وادی حسرت و ناکامی و شقاوت ابدی در جهنم است.
خودکشی، در ادیان ابراهیمی (دین اسلام، دین مسیحیت، دین یهودیت) و در ادیان هندی (آیین هندو، آیین جین، آیین بودا) مورد نکوهش قرار گرفته‌است و دید منفی نسبت به آن وجود دارد. این عمل، گناه بزرگی شمرده می‌شود و سبب رنج، سختی و عذاب در دنیای بعدی می‌شود چون فرد به بدن خود آسیب زده‌است.
دیدگاه‌های مربوط به خودکشی، تحت‌تأثیر درون‌مایه‌های زیستی متنوعی، نظیر مذهب، افتخار و معنای زندگی قرار دارد. ادیان ابراهیمی به‌طور سنتی خودکشی را وهن خداوند و گناه کبیره تلقی می‌کنند که دلیل این مسئله، اعتقاد به تقدس زندگی است. طبق آیه‌ای در قرآن:
"و خود را مکشید؛ چراکه خداوند بخشنده‌ترین است بر شما."— سوره شماره ۴ قرآن نساء، آیه ۲۹
ابو داوود چنین می‌گوید:
این حرام‌دانستن خودکشی و حمله انتحاری به‌طور مساوی نشان از سنت‌های اسلامی در برخورد با این دو مقوله دارد و نشان می‌دهد خودکشی از هر نوعش که باشد، در این دین تحریم شده‌است.
عالمان این دین تأکید دارند که حمله انتحاری غیرشرعی است و هیچ ربطی به اسلام ندارد.
همچنین احادیث گوناگونی در تحریم خودکشی وجود دارد. به‌طور مثال:
ابوهریره از پیامبر نقل می‌کند: "کسی که خود را از راه حلق آویز کردن می‌کشد، در آتش جهنم هم به همان صورت حلق آویز تا ابد باقی می‌ماند و همچنین است کسی که خود را با خنجر می‌کشد."— صحیح بخاری, ۲:۲۳:۴۴۶
و باز از ابوهریره چنین نقل است که: پیامبر گفت: "هرآنکه خود را به عمد از کوهی پایین افکند تا بمیرد، در آن دنیا به آتش جهنم افتد و تا ابد در آنجا بسوزد و هرآنکه با خوردن سم خود را بکشد، در آن دنیا آن سم را با خود به جهنم برد و در آتش جهنم خورد و تا ابد در آن بسوزد و هرآنکه خود را با سلاحی فلزی از پای درآورد، در آتش جهنم نیز آن سلاح به همراهش باشد و به خود ضربه زند و تا ابد در آتش جهنم بسوزد."— صحیح بخاری, ۷:۷۱:۶۷۰
به‌علاوه از جعفر صادق، ششمین امام شیعیان نقل است که::
ابی ولّاد گفت من از ابا عبدالله (سلام و درود خدا بر او) شنیدم که می‌گفت: “هرکه خود را به عمد بکشد، تا ابد در آتش جهنم خواهد بود. ”— کافی، ج۷، ص ۴۵
گناه خودکشی در قرآن
قرآن دربارهٔ قتل انسانی که کشته شدنشان واجب‌نشده شدیداً تهدید کرده و وعده عذاب جاوید جهنم داده‌است. چنانچه در آیه ۳۰ سوره نسا می‌گوید:
وَ مَنْ یَفْعَلْ ذٰلِکَ عُدْوَانًا وَ ظُلْمًا فَسَوْفَ نُصْلِیهِ نَارًا ۚ وَ کَانَ ذٰلِکَ عَلَی اللَّهِ یَسِیرًا

و هر کس این عمل را از روی تجاوز و ستم انجام دهد، به زودی او را در آتشی وارد خواهیم ساخت و این کار برای خدا آسان است.
همچنین در آیه ۹۳ سوره نسا آمده‌است:
وَ مَنْ یَقْتُلْ مُؤْمِنًا مُتَعَمِّدًا فَجَزَاؤُهُ جَهَنَّمُ خَالِدًا فِیهَا وَ غَضِبَ اللَّهُ عَلَیْهِ وَ لَعَنَهُ وَ أَعَدَّ لَهُ عَذَابًا عَظِیمًا

و هر کس فرد باایمانی را از روی عمد به قتل برساند، مجازات او دوزخ است؛ در حالی که جاودانه در آن می‌ماند و خداوند بر او غضب می‌کند و او را از رحمتش دور می‌سازد و عذاب عظیمی برای او آماده ساخته‌است.

## ادیان هندی

### آیین هندو
در آیین هندو، خودکشی از نظر روحانی پذیرفته نیست. عموماً خودکشی، زیرپا گذاشتن قوانین آهیمسا به حساب می‌آید و بنابراین همچون کشتن دیگران، گناه محسوب می‌شود. بر پایهٔ برخی متون، مرگ با خودکشی (و هر نوع مرگ خشن دیگر) سبب می‌شود فرد به شبح تبدیل شود و تا زمانی که قرار بوده زندگی کند، همین‌طور سرگردان در روی زمین باقی می‌ماند.
البته آیین هندو حق مردن را از راه پرایوپاوسا (مرگ با گرسنگی کشیدن) که مرگی غیرخشن به حساب می‌آید، پذیرفته‌است. اما پرایوپاوسا ویژه یوگی‌های پیری است که هیچ آرزو یا کار انجام نشده‌ای در این زندگی ندارند. همچنین، اگر فردی برای نجات جان دیگران ایثار جان کند، مرگش مورد پذیرش است.

### آیین جین
در جینیسم، خودکشی بالاترین گونه هیمسا (خشونت) به حساب می‌آید و حرام است. عدم خشونت مهم‌ترین آموزهٔ آیین جین است. گونه‌ای خودکشی با گرسنگی کشیدن در یکی از مذاهب جینی وجود دارد که از آن با عنوان سانثارا یاد می‌شود. طبق کتاب جِین پورشارتا سیدهویرتا، وقتی مرگ نزدیک است، قول و قرار سالخانا با نزاک کردن بدن و آرزوها محقق می‌شود. همچنین در این کتاب آمده که سالخانا خودکشی نیست، چرا که مرتکب آن از همهٔ آرزوها همچون دلبستگی بری می‌شود.

### آیین بودا
در آیین بودا کردار گذشته فرد بر آنچه اکنون تجربه می‌کند، بسیار مؤثر تلقی می‌شود. به همین ترتیب، کردار کنونی فرد به شدت بر تجربیات آینده فرد اثرگذار، در نظر گرفته می‌شوند. به این باور، دکترین کارما گفته می‌شود. کردار مختارانه ذهن، بدن یا زبان بازتاب در پی خواهند داشت. این بازتاب ناشی از تفاوت‌ها و شرایطی است که فرد در زندگی تجربه می‌کند.
در آیین بودایی باور بر این است که رنج در درجه نخست یا ناشی از اعمال بد گذشته فرد (دوکخا) است، یا ناشی از یک روند طبیعی تولد ادواری است. از دیگر دلایل وجود رنج، می‌توان به نپایندگی و وهم (یا مایا (سانسکریت)) اشاره کرد. از آنجا که هر چیزی به گونه‌ای غیر ابدی است، افراد ممکن است از حوادث سازمان‌یافته زندگی، احساس ناراحتی کنند. در آیین بودا برای شکستن سامسارا، راه اصیل هشت‌گانه توصیه شده و خودکشی تقبیح می‌شود.
از آنجا که نخستین پیامبر بودایی، افراد را از نابودی زندگانی انذار کرده‌است، بودایی‌ها به خودکشی به عنوان عملی منفی نگاه می‌کنند. چنانچه کسی با خشم خود را بکشد، ممکن است در زندگی بعدی خود، در یک زمانهٔ پر اندوه به دنیا پا بگذارد چرا که با افکاری منفی مرده‌است. با این حال، برخلاف دیگر ادیان بودایی، به‌طور کلی خودکشی را تقبیح می‌کند، چرا که اعتقاد بر این است که در اغلب موارد خودکشی، دلایل فرد خودکش منفی هستند؛ بنابراین، حتی خودکشی‌هایی که در ادیان دیگر استثناء هستند، در این دین، برایشان جایگاه ویژه در نظر گرفته نمی‌شود. بنابراین، در طول تاریخ بودایی استثناءهای بسیار کمی می‌توان مشاهده کرد.
یکی از آن استثناءها داستان بیکخو است که به سبب بیماری درد فراوانی می‌کشید. گفته می‌شود که وی برای پایان دادن به دردهایش خودکشی کرده‌است. در واقع او از راه اتانازی از دنیا رفت.

## ژاپن

### آیین بوشیدو
در آیین سامورایی‌های بوشیدو (طریق سلحشوری)، هاراکیری یا سپّوکو، برای قرن‌ها مرسوم بوده و برای حفظ شرافت، وفاداری و ایمان انجام می‌شده‌است.
در سال ۱۸۷۳، هاراگیری به عنوان یک مجازات قضایی در بوشیدو منع شد؛ اما حتی بعد از «فرمان منع به‌کارگیری آن به عنوان مجازات» نیز این کار در میان مردم ژاپن و مخصوصاً افراد نظامی، به عنوان نمادی از شرافت ادامه داشته‌است.

## پگانیسم مدرن

### ویکا
در آیین ویکا همچون آیین‌های پگانیسم مدرن توضیح مشخصی در رابطه با خودکشی وجود ندارد. برخی باورمندان این آیین خودکشی را زیر پا گذاشتن حریم زندگی می‌دانند و آن را نقض اصلی‌ترین باور ویکایی می‌دانند. با این حال چون باور به تناسخ به جای باور به پاداش یا جزای ابدی برای فرد در این آیین وجود دارد، بسیاری معتقدند که خودکش‌ها نیز همچون دیگر افراد پس از مرگ دوباره متولد می‌شوند و از ظرفیت‌های زندگی‌های گوناگون که به آن‌ها داده می‌شود، بهره خواهند برد.